# Lőrinc Barabás
Lőrinc Barabás (ur. 10 marca 1983 w Budapeszcie) – węgierski trębacz łączący w swojej twórczości muzykę jazzową z takimi gatunkami jak funk, muzyka elektroniczna czy soul.
W latach 1999–2002 uczęszczał do szkoły muzycznej Kőbányai Music Studio w Budapeszcie, gdzie uczył się gry na trąbce. Następnie w latach 2002–2006 studiował na Akademii Muzycznej im. Ferenca Liszta, również w Budapeszcie.
Barabás uczestniczył w wielu projektach muzycznych. Od 2015 roku związany jest z założonym przez siebie Barabás Lőrinc Quartet.

## Dyskografia[4]
- Ladal (2007); razem z Barabás Lőrinc Eklektric
- Small Tal (2008); razem z Random Szerda
- Trick (2009); razem z Barabás Lőrinc Eklektric
- Sastra (2013)
- Elevator Dance Music (2015)